# Explorer 6
L'Explorer 6 fu un satellite statunitense appartenente al Programma Explorer, fu il secondo di una nuova generazione di macchine, il primo esemplare non raggiunge mai l'orbita.

## La missione
Explorer 6 fu lanciato il 7 agosto 1959 tramite il vettore Thor-Able.
Fu immesso in orbita senza problemi e iniziò la sua missione la quale consisteva nello studio dei raggi cosmici, del geomagnetismo, della propagazione radio nell'alta atmosfera e del flusso di micrometeoriti. In più eseguì dei test su un dispositivo atto a fotografare le condizioni climatiche della Terra.

Il satellite smise di trasmettere il 6 ottobre 1959 a causa dell'inefficienza delle batterie a bordo.
Explorer 6 fu utilizzato, sempre nel 1959, come bersaglio per il test di un missile antisatellite americano, il quale passò con successo a meno di 6,4 km dalla sonda (non era previsto l'abbattimento).
Explorer 6 rientrò nell'atmosfera il 1º luglio 1961.

## Il satellite
Explorer 6 era un piccolo satellite all'incirca sferico, dal quale fuoriuscivano quattro pannelli solari atti a ricaricare le batterie.
Tutti gli apparati scientifici, eccetto il sistema fotografico, potevano inviare i dati sia in formato digitale che analogico.
Un trasmettitore UHF veviva utilizzato per la telemetria digitale e per l'invio delle immagini, mentre due trasmettitori VHF erano utilizzati per i dati analogici. Dei quattro pannelli solari, solo tre si dispiegarono e questo spiega perché i dati digitali furono trasmessi solo per poche ore al giorno.
Da segnalare che la bassa potenza elettrica disponibile creava anche dei disturbi nella trasmissione dei dati in VHF.